# Монастырь доминиканцев в Пренцлау
Монастырь доминиканцев в Пренцлау (нем. Dominikanerkloster Prenzlau) — здание бывшего доминиканского монастыря в городе Пренцлау; сегодня в его стенах находится культурный центр города. Здание местной церкви, самого монастыря, а также сельскохозяйственные постройки сохранились. После закрытия монастыря, его здание стало местом размещения местного Музея культурной истории, городского архива, городской библиотеки и конгресс-центра «Kulturarche». Доминиканский монастырь Пренцлау является частью «Европейского туристического маршрута кирпичной готики» и «Немецко-польской монастырской сети».

## История
После того как в 1250 году маркграф Бранденбурга Иоганн I получил под своё правление регион вокруг города Пренцлау, в качестве одной из мер для закрепление бранденбургское правления он выдал доминиканским монахам разрешение на строительство монастыря. В 1275 году в город пересеклись первые монахи ордена: основателем же самого монастыря считается старший сын Иоганна I — маркграф Иоганн II. Монастырь был построен в четыре этапа — его строительство продолжалось с 1275 по 1500 год. Уже к 1308 году монастырь Пренцлау оказался в числе наиболее состоятельных доминиканских монастырей в маркграфстве, но в 1519 в его стенах произошёл пожар, что, вероятно, повлияло на его экономическое состояние. Успела ли община оправиться от урона к 1545 году — времени секуляризации в связи с Реформацией — по состоянию на начало XXI века не было известно.
В 1930 году монастырь стал использовался в качестве музея: в 1945 году значительная часть его коллекции была вывезена и возвращена только в 1987. Несмотря на это, уже в 1957 году музей открылся вновь. Ядро монастыря составляют его трехнефная кирпичная церковь, освящённая в 1343 года и часто называемая «Николаевской» (Св. Николая) — а также ряд пристроек, бывшая библиотека (сегодня — резиденция суперинтендента) и хозяйственные постройки. Церковь располагает деревянным алтарем, созданным в 1609 году: он был восстановлен в 1873 и повторно отреставрирован уже в конце XX века, в 1995 году.